# Мвене-Діту
Мвене-Діту — місто на півдні Демократичної Республіки Конго, провінція Ломамі. 

## Історія
У 1992 році поселення значно розширилося завдяки переселенню великих груп біженців з провінції Катанги. У 2003 році Мвене-Діту отримав статус міста. За переписом 2012 року у місті проживало близько 195 000 жителів.
Важливість міста пояснюється через його стратегічне положення на багатих і нерозвинутих територіях зелених пасовищ та близькістю до міста Мбуджі-Маї, столиці провінції Східне Касаї.

## Транспорт
Місто має станцією національної залізничної системи, аеропорт Мвене-Діту у північно-західній частині міста.
Через Мвене-Діту проходить національна дорога 1 (N1). Крім того, місто стало кінцем національної дороги 40 (N40).

## Освіта
- Вищий навчальний заклад Мвене-Діту, який є найстарішим у місті
- Університет Мвене-Діту був заснований у 2011 році
- Моравський університет Конго